# Cattedrale di Santa Maria Assunta (Melfi)
Il Duomo di Melfi, che risponde al nome ufficiale di cattedrale di Santa Maria Assunta, è il monumento religioso più importante del Centro Storico di Melfi. Nel gennaio del 1958 papa Pio XII l'ha elevata alla dignità di Basilica Minore e a ricordo di ciò, nella navata di sinistra, è stata collocata una lapide con incisa la bolla papale.

## Storia e descrizione
La basilica, squassata da innumerevoli terremoti, conserva ben poco del suo passato glorioso, ad eccezione del campanile. Le prime costruzioni risalirebbero al 1076, volute da Roberto il Guiscardo. Nel 1153 Ruggero II, oltre al rifacimento della facciata, di cui nulla resta, fece realizzare un imponente campanile in stile romanico normanno, alto circa 50 metri ed edificato da Noslo di Remerio, che si sviluppa su tre piani.
Gli ultimi due piani sono alleggeriti da quattro bifore per ogni piano, abbellite da decorazioni in pietra bianca (pietra di Trani) e nera (pietra lavica) e notevolissime raffigurazioni di animali fantastici, sempre a tarsia bicolore. Il piano terminale della torre è crollato nel terremoto del 1851 portando alla costruzione dell'attuale guglia ispirata al campanile della cattedrale di Venosa. Il campanile contrasta fortemente con l'attuale aspetto barocco della cattedrale che ha subito numerose ricostruzioni che ne rendono problematico lo studio. L'ultima campagna di ricostruzione risale al 1770, voluta dall'allora arcivescovo Spinelli, in seguito al devastante terremoto del 1694.
Il campanile è uno dei monumenti più insigni dell'architettura normanna nell'Italia meridionale.
La Cattedrale di Melfi inoltre conserva una Madonna romea (di stile bizantino) d'incerta datazione e provenienza (il muro su cui è appoggiata non è antico) e una notevole collezione di arredi lignei barocchi. Notevoli all'interno sono la cattedra o trono vescovile, il pulpito e l'organo che insieme al soffitto a cassettoni e alla facciata sono del Settecento fatti costruire dal vescovo Spinelli. Nel transetto di destra in un grande reliquario è contenuta la statua di S. Alessandro martire patrono della città e della diocesi di Melfi. Alla fine del 2007 è stato completato il rifacimento del lastrico della piazza antistante. Durante il 2009 e ancora nel 2010 è oggetto di restauro con la pitturazione, l'installazione del riscaldamento e l'adeguamento liturgico. Il 18 maggio 2010 il cardinale Maradiaga S.D.B., ha solennemente benedetto il nuovo portone e l'intera Basilica si è arricchita di un nuovo portone, infatti il preesistente è stato ristrutturato e sono state aggiunte sei pannelli di bronzo rappresentanti: L'Annunciazione, L'Assunzione di Maria, La discesa dello Spirito Santo, I cinque concili papali tenutisi a Melfi, Il martirio di S. Alessandro e La visita pastorale del vescovo Gianfranco Todisco.
Possiamo osservare all'interno della cattedrale i resti del matroneo della vecchia cattedrale romanica come una parte di un arco sulla parete destra della facciata, una particola in alto all'altezza del transetto, probabile accesso al vecchio matroneo romanico e le colonne della navata centrale in pietra che appartengono, insieme ad alcuni inserti come archi, al vecchio edificio romanico normanno.
Importante notare le reliquie di Sant' Alessandro delle catacombe di San Callisto e il corpo di San Teodoro. 
In chiesa si trovano alcune pale di pregio, tra le quali un Martirio di Sant'Alessandro, eseguito nel 1712 da Paolo De Matteis e tre pale d'altare di Nicola Peccheneda: una con la Madonna col Bambino e l'angelo custode, firmata e datata 1764, una con la Madonna col Bambino e sant'Ignazio, anch'essa siglata e datata 1785, e un'altra rappresentante la Madonna col Bambino e i santi Agostino e Tommaso d'Aquino che reca anch'essa la firma e la data 1786. 

## Galleria d'immagini

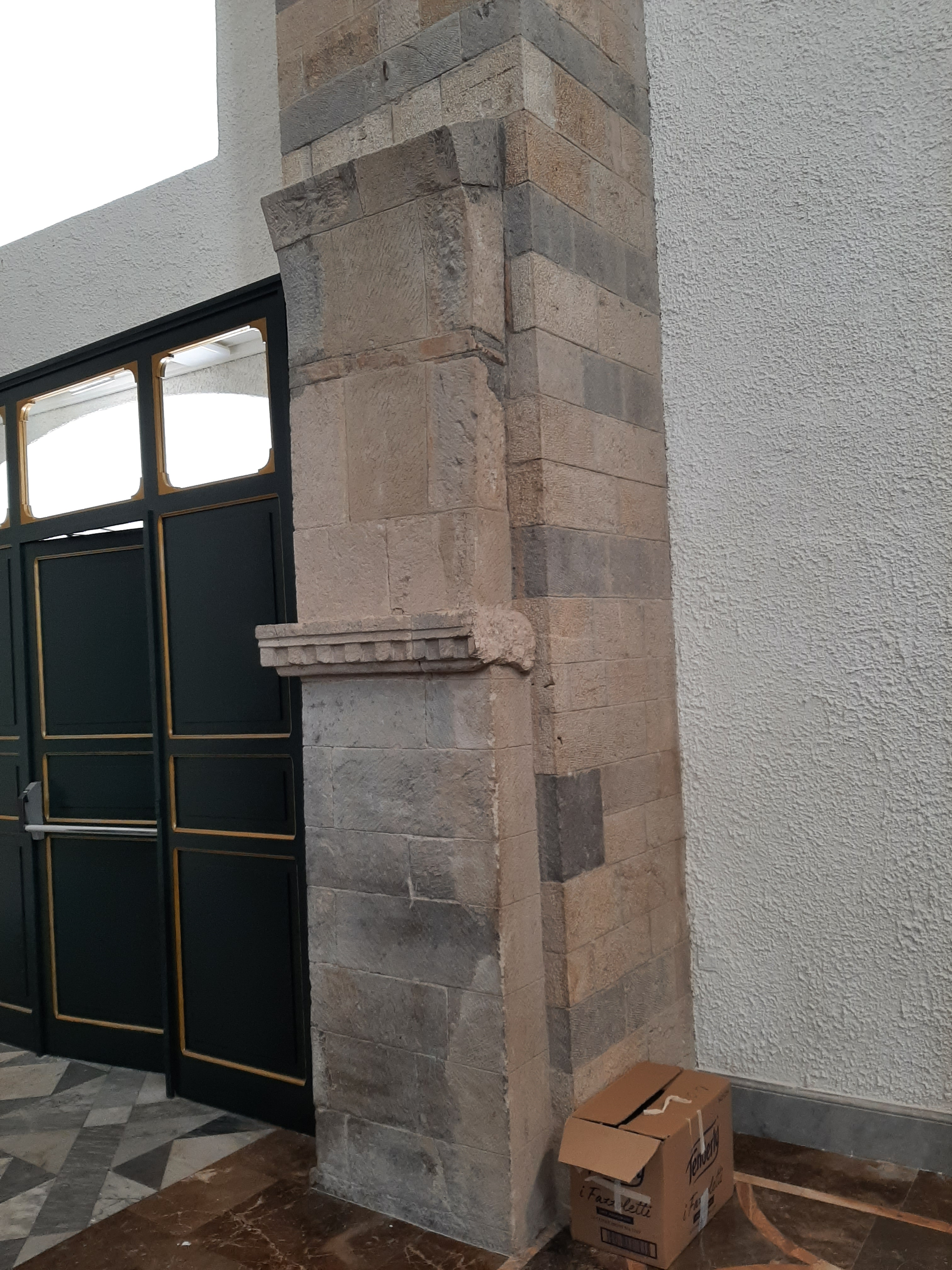
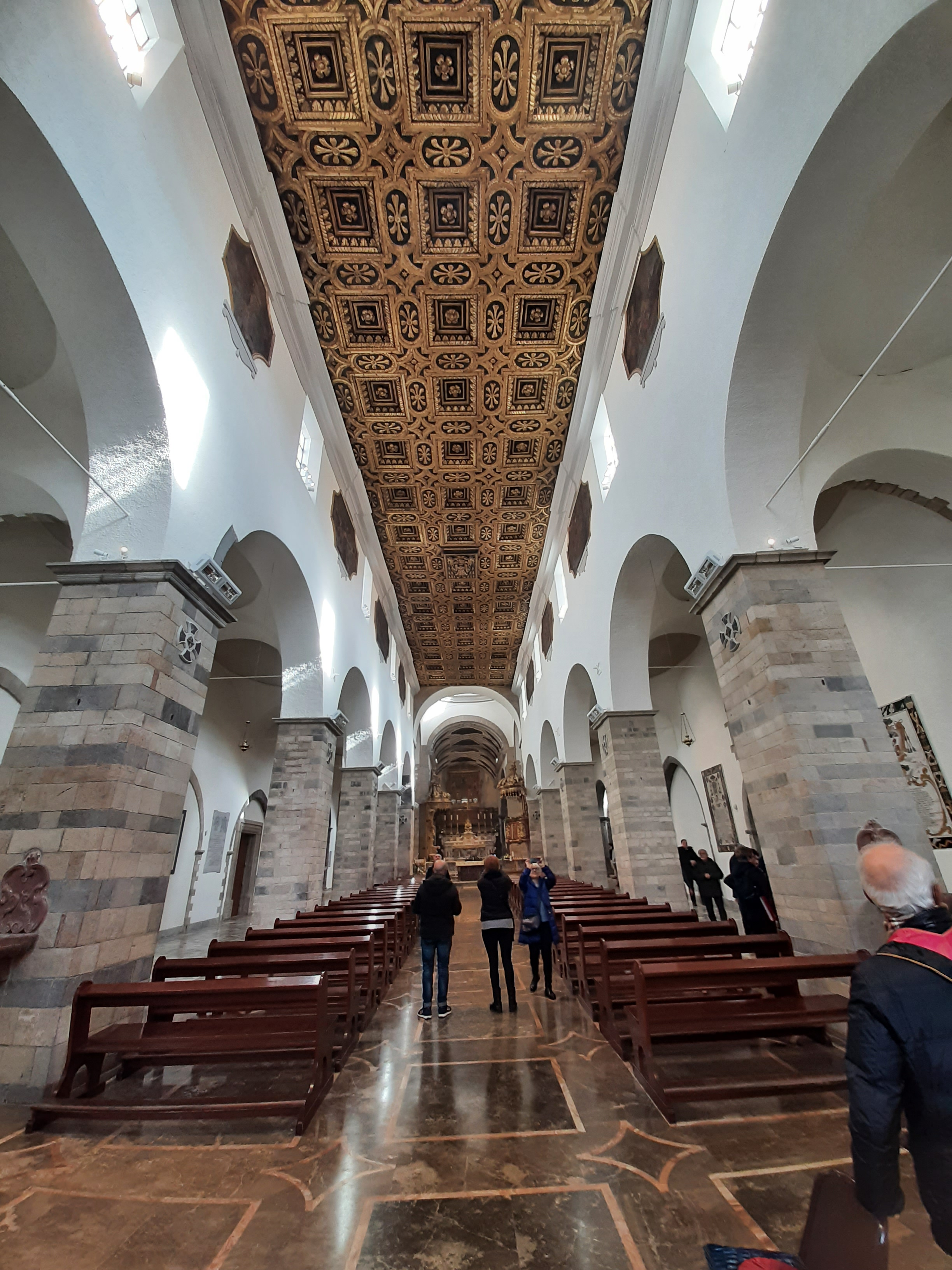
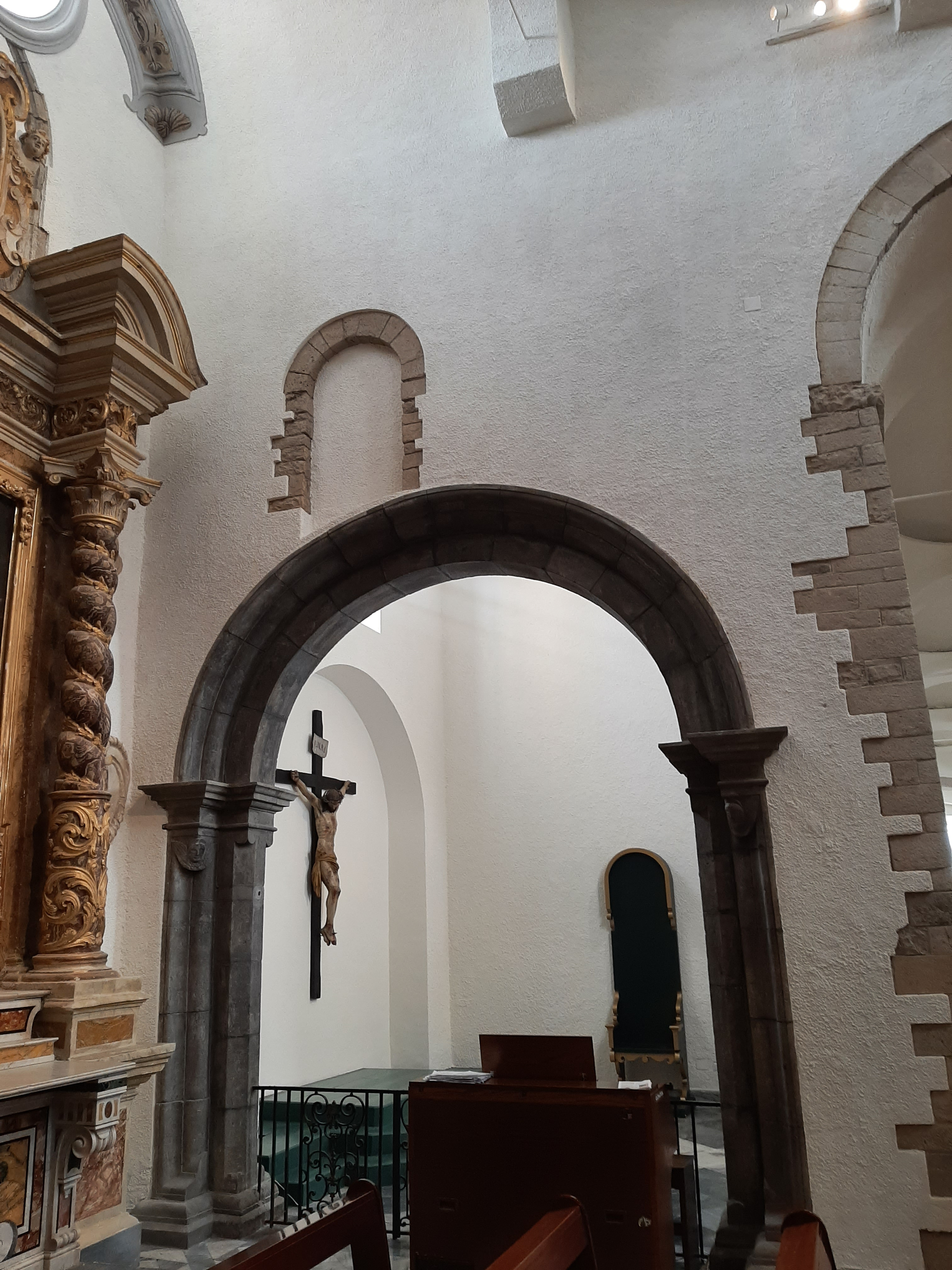
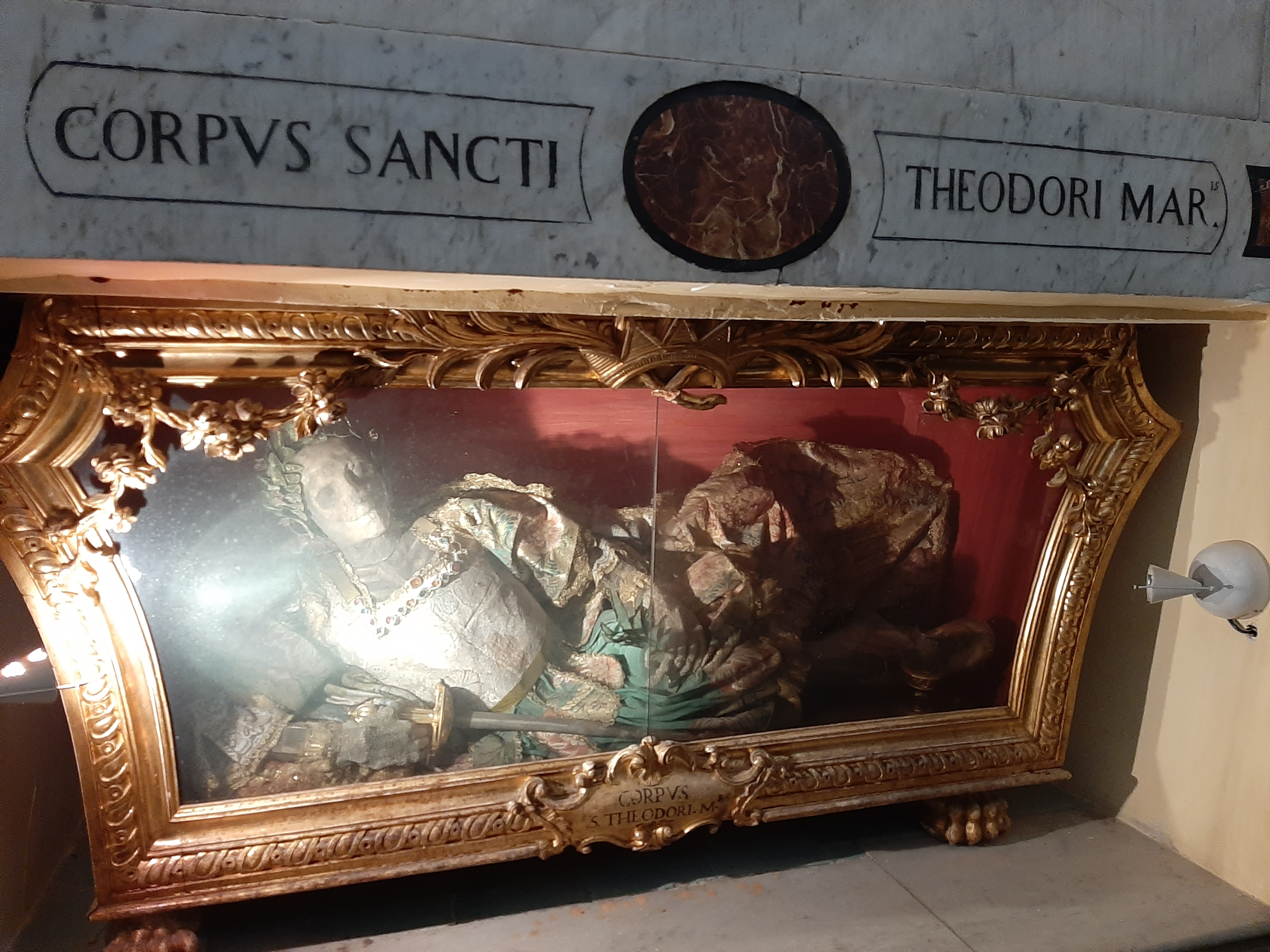
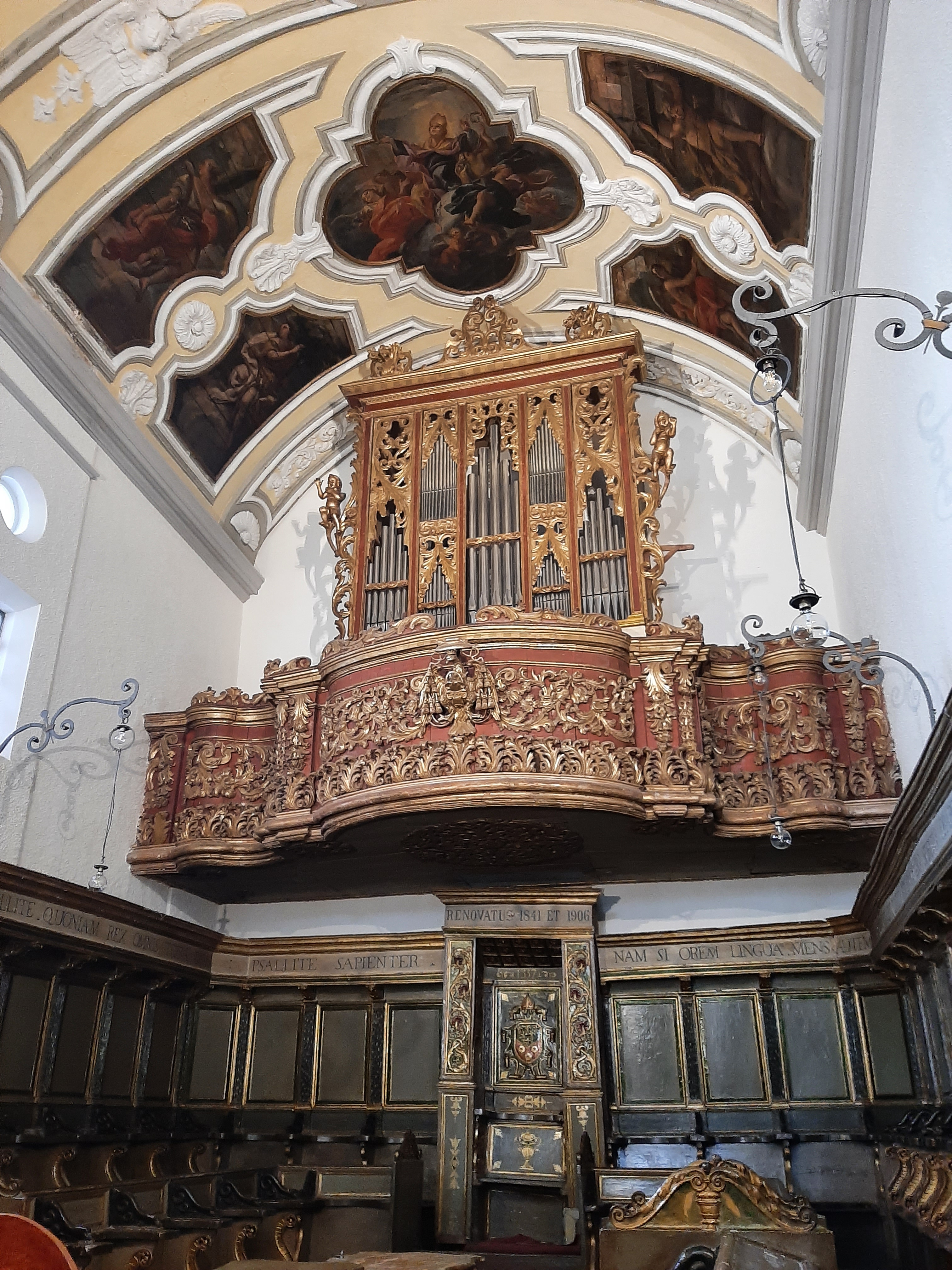
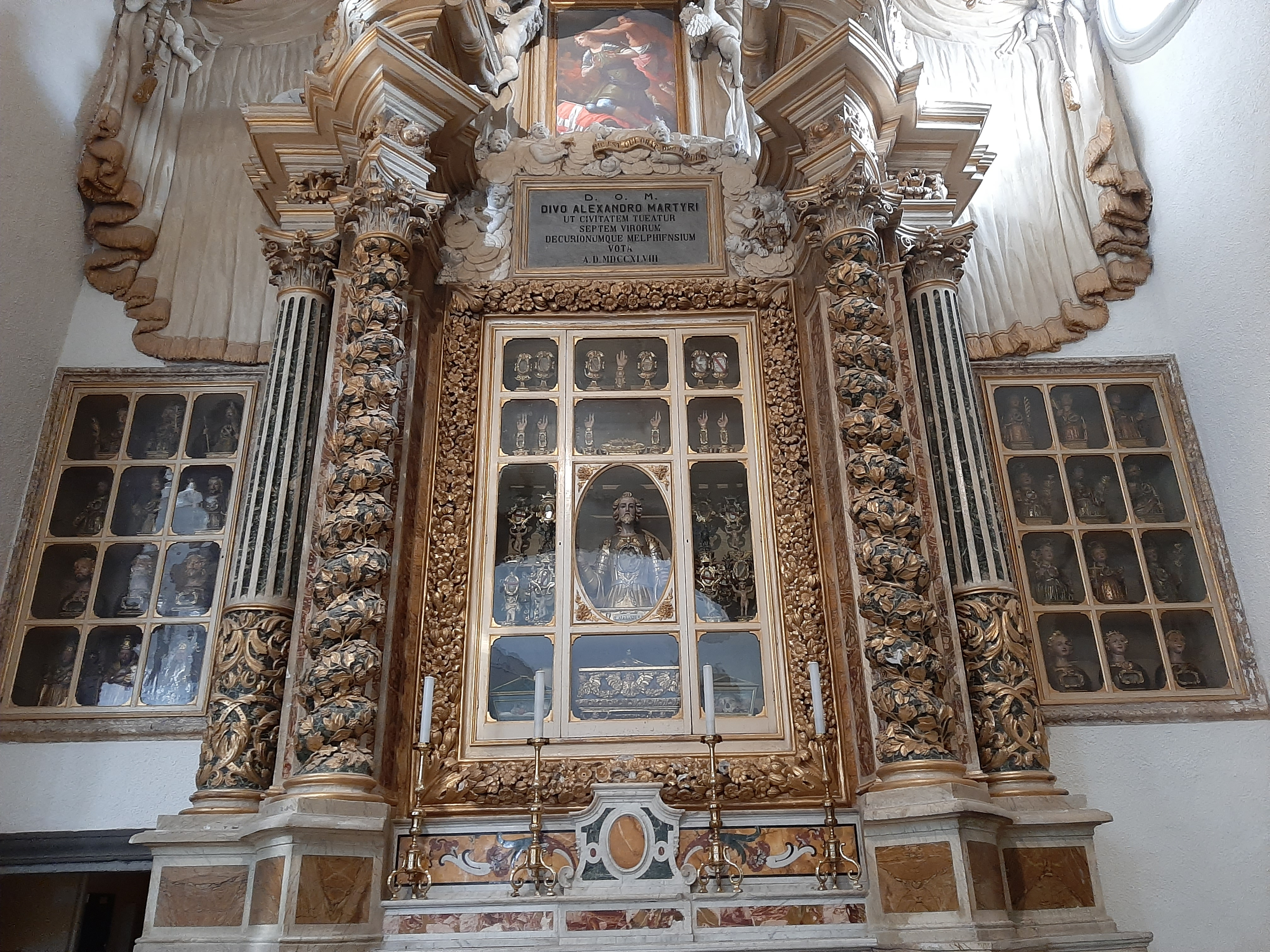
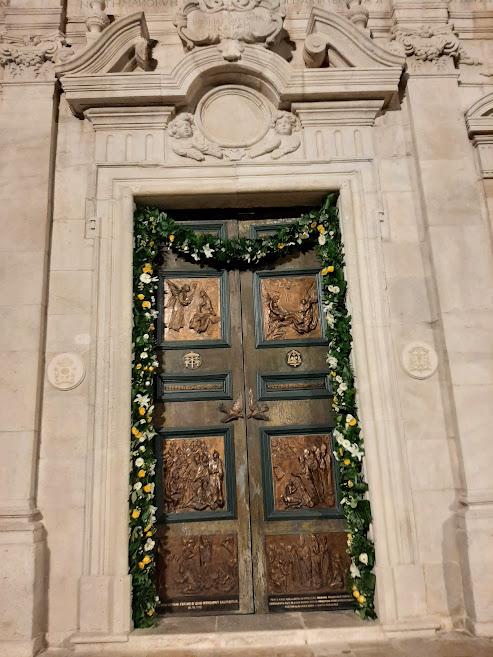
Portone Cattedrale Melfi
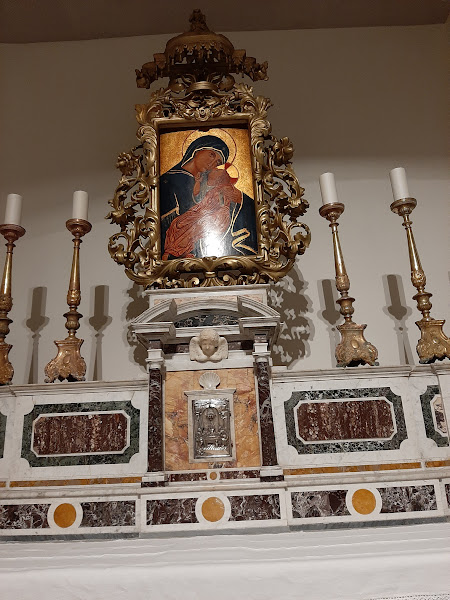
Icona romea (bizantina)
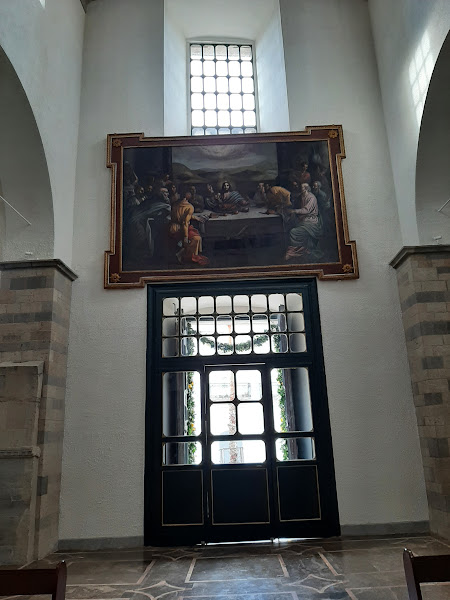
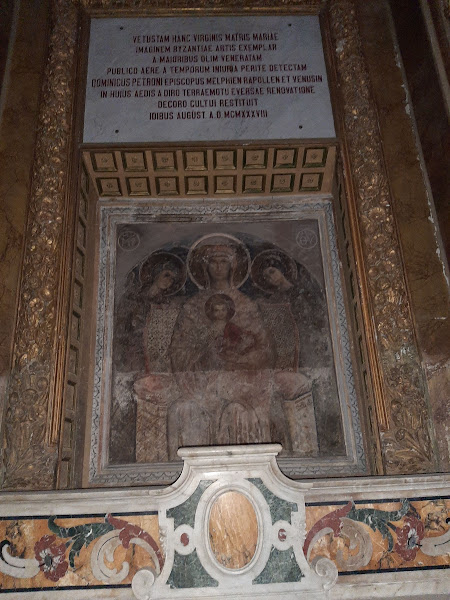
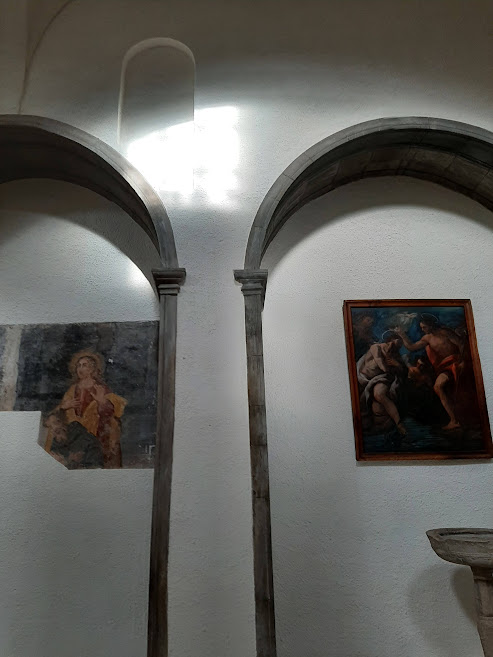